# Ratsarmenhaus Bützow
Das ehemalige Ratsarmenhaus Bützow ist ein um 1736 als Armenhaus im Fachwerkbauweise errichtetes Gebäude. Es befindet sich in der Kirchenstraße 2 in Bützow im Landkreis Rostock in Mecklenburg.

## Geschichte der Armenhäuser zu Bützow
Schon das spätmittelalterliche Kloster Bethlehem, außerhalb des Rostocker Thores, wurde nach seiner Aufhebung ein Armenhaus, dieses erhielt 1469 durch den Bischof Werner eine Ordnung. Nach der Reformation hat die Gemahlin des Herzog Ulrich, Elisabeth, dasselbe 1566 zum fürstlichen Armenhaus und Hospital umgewandelt.

### 1589–1945
1588 beschloss der Magistrat und die Ratsherren der Stadt Bützow, den Bau eines Ratsarmenhauses zur Unterbringung armer Bürger. Die Errichtung erfolgte auf einem gemeindeeigenen Grundstück am Schnittpunkt zwischen der Kirchenstraße, der früheren Faulen Grube und der 4. Wallstraße.
Bisher galt das Gebäude Kirchenstraße 2 als eines der ältesten der Stadt Bützow, das den großen Stadtbrand von 1716, wo u. a. das erste Rathaus und über 100 Häuser, den Flammen zum Opfer fielen. Erbaut wurde es demnach 1589. Eine Hausinschrift über der Haupteingangstür verweist darauf. Das Ratsarmenhaus wurde bis 1945 als Armenhaus genutzt.

### Balkeninschrift

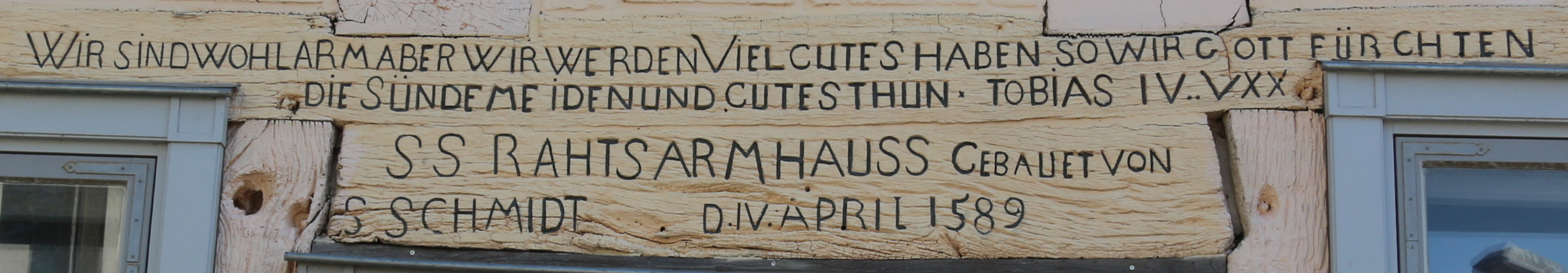

Tob 4,21 

### 1945–2019
Durch die große Anzahl der Vertriebenen und Flüchtlinge nach 1945, wurde das Gebäude zu allgemeinem Wohnraum umgebaut und bis ins Jahr 2000 genutzt. Durch den nachfolgenden Leerstand des Hauses, verfiel das Objekt.

### Gegenwart
Das historische Gebäude wurde 2019 im Rahmen der Städtebauförderung der Stadt Bützow, umfassend saniert und zu einem Archiv für die Stadtverwaltung umgebaut.
Die Farbgebung der Fassade wurde nach historischem Befund der Farbschläge ermittelt und rekonstruiert. Im Rahmen der Bauarbeiten, wurde durch dendrochronologisch Untersuchungen festgestellt, dass das Gebäude nicht 1589, sondern erst um 1730 errichtet wurde. Der Seitenflügel des Hauses, der an der 4. Wallstraße liegt, wurde um 1720 errichtet. Das Haupthaus, ein zweigeschossiges Fachwerkhaus mit Dachgaube am Krüppelwalmdach und den Ausfachungen aus Backsteinen in der Kirchenstraße 2, wurde erst 1736 errichtet. Um die Dachhöhen anzupassen, ist das Dach des Anbaus dem Hauptgebäude angepasst worden. 1790 wurden mittels Türdurchbrüche die Gebäude verbunden. Bei dem Balken über der Eingangstür des Haupthauses handele es sich um eine Spolie. Das Wiederverwenden von altem Material wird im Dachstuhl des Anbaus des Ratsarmenhauses deutlich, dort wurde ein Sparren aus Eiche auf das Jahr 1449 datiert.

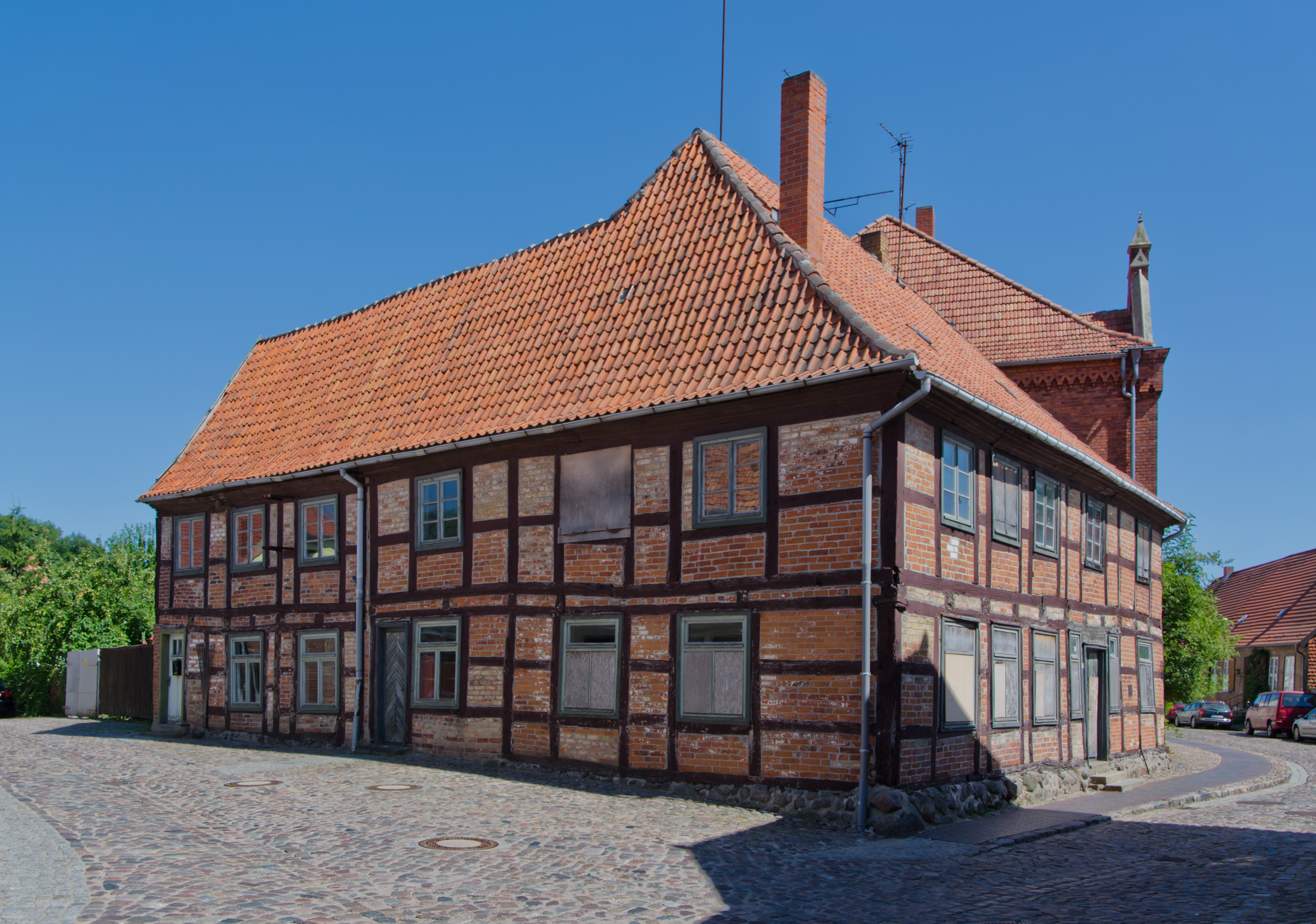
2011
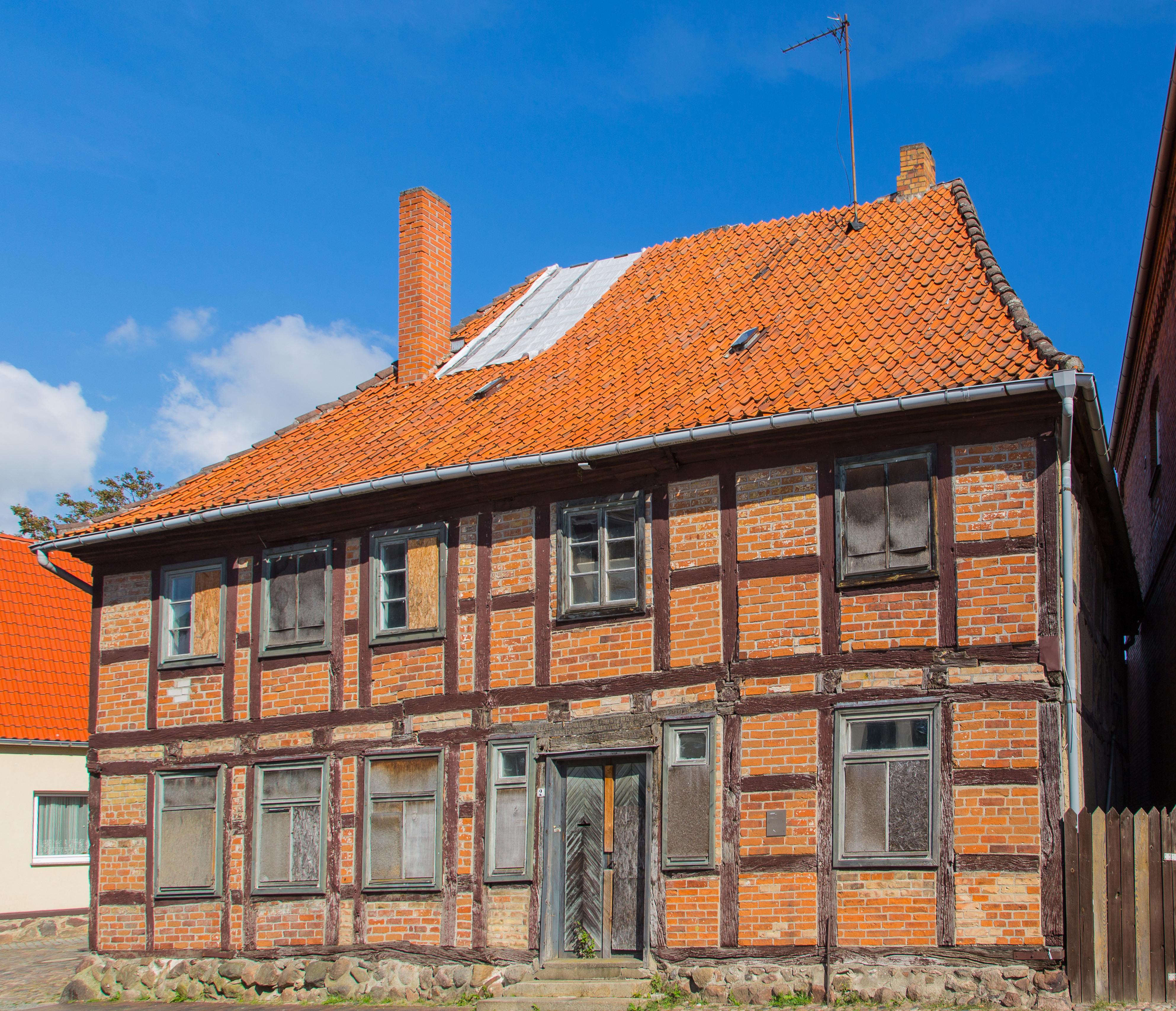
2017